# حد التعرض المسموح

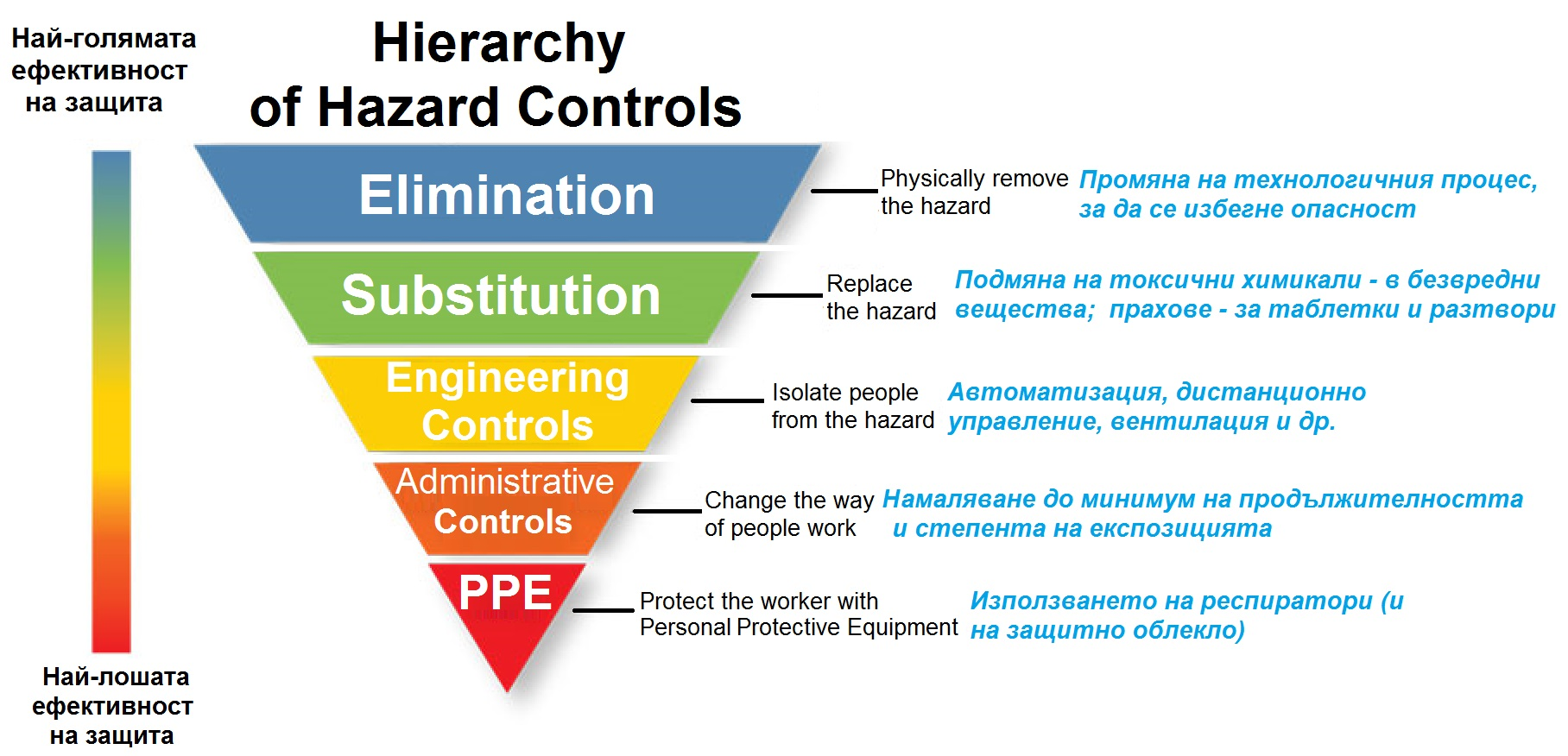

حد التعرض المسموح به (واختصاره PEL أو OSHA PEL) هو الحد القانوني في الولايات المتحدة لتعرض أي موظف للمواد الكيميائية أو العوامل الفيزيائية. وبالنسبة للمواد الكيميائية، عادةً ما يتم التعبير عن اللوائح الخاصة بالمواد الكيميائية بمصطلح جزء في المليون (ppm)، أو أحيانًا مليغرام لكل متر مكعب (mg/m3). وتتسم وحدات القياس الخاصة بالعوامل الفيزيائية، مثل الضجيج بأنها خاصة بالعامل نفسه. وتتولى إدارة السلامة والصحة المهنية (أوشا) مسؤولية تحديد حدود التعرض المسموح بها.
عادةً ما يتم تحديد حد التعرض المسموح به في شكل المتوسط الزمني المرجح (TWA)، بالرغم من أن بعضها حدود تعرض قصيرة المدى (STEL) أو حدود قصوى. والمتوسط الزمني المرجح هو متوسط التعرض خلال مدة محددة، وتُقدر عادة بثمانٍ ساعات. ويعني ذلك أنه خلال فترات محدودة، قد يتعرض العامل لتركيزات أعلى من حد التعرض المسموح به، طالما ظل معدل التركيز أقل على مدار ثماني ساعات.
حد التعرض قصير المدى هو الحد الخاص بمتوسط التعرض في مدة 15-30 دقيقة من أقصى حد للتعرض خلال مناوبة العمل الواحدة. أما الحد الأقصى، فهو الذي لا يجب تجاوزه خلال أي فترة زمنية وينطبق على المواد المهيجة والمواد الأخرى التي تتسبب في تأثيرات فورية.

## وصلات خارجية
- OSHA Permissible Exposure Limits site (يحتوي على قائمة بقيم حد التعرض المسموح به ومراجع قانونية)
- 1988 OSHA PEL Project Documentation: List by Chemical Name متاح عبر المركز الوطني للسلامة والصحة المهنية